# El geperut de Notre-Dame (pel·lícula de 1996)
El geperut de Notre-Dame (títol original en anglès: The Hunchback of Notre Dame) és una pel·lícula d'animació de 1996, dirigida per Gary Trousdale i Kirk Wise i produïda per Walt Disney Pictures. Es tracta d'una adaptació de la novel·la Nostra Senyora de París, escrita per Victor Hugo. El 2002 va sortir una seqüela directa a vídeo, anomenada The Hunchback of Notre Dame II.
Es va estrenar als cinemes de Catalunya el 22 de novembre de 1996. Es tracta de la primera pel·lícula que Disney va doblar al català i en el cinema, tot i que no és la primera doblada a aquesta llengua, ja que el 1995 Lauren Films havia doblat 101 dàlmates.

## Argument
La història s'inicia quan el cruel jutge Claude Frollo comença la seva aferrissada lluita contra els gitanos, una d'ells tracta de fugir amb el seu nadó. Però Frollo, en creure que oculta béns robats, comença a perseguir-la i l'acaba matant a l'entrada de la catedral. No obstant això, descobreix que els béns robats eren en realitat un nadó molt estrany: el nen és completament deforme i geperut que havia vist mai. Frollo intenta matar ofegant en un pou, però l'ardiaca evita que es cometi el segon crim i aconsella a Frollo cuidar al nen i criar com si fos seu, ja que en cas contrari enfrontaria la ira divina, pel fet que la catedral havia estat testimoni de tot. Així és com acorda refugiar-lo al campanar perquè ningú pugui veure la seva monstruosa humanitat, i decideix anomenar-lo Quasimodo que significa mal format.

## Repartiment
| Personatge          | Veu original                  | Veu en català              |
| ------------------- | ----------------------------- | -------------------------- |
| Quasimodo           | Tom Hulce                     | Lluís Posada               |
| Quasimodo           | Tom Hulce                     | Daniel Anglès (cantant)    |
| Jutge Claude Frollo | Tony Jay                      | Constantino Romero         |
| Capità Febus        | Kevin Kline                   | Quim Roca                  |
| Esmeralda           | Demi Moore                    | Marta Barbarà              |
| Esmeralda           | Demi Moore                    | Àngels Gonyalons (cantant) |
| Clopín              | Paul Kandel                   | Pep Anton Muñoz            |
| Hugo                | Jason Alexander               | Òscar Mas                  |
| Víctor              | Charles Kimbrough             | Antonio Crespo             |
| Víctor              | Charles Kimbrough             | Jordi Doncos (cantant)     |
| Laverne             | Mary Wickes                   | Carme Contreras            |
| Laverne             | Jane Withers (Veu addicional) | Carme Contreras            |
| Ardiaca             | David Ogden Stiers            | Joan Crosas                |
| Mare de Quasimodo   | Mary Kay Bergman              | Carme Alarcón              |
| Vell heretge        | Gary Trousdale                | Josep Maria Zamora         |
| Guàrdia 1           | Corey Burton                  | Alfonso Vallés             |
| Guàrdia 2           | Bill Fagerbakke               | Pep Ribas                  |

## Premis i nominacions[calcitació]
Nominacions
- 1997: Oscar a la millor banda sonora per Alan Menken i Stephen Schwartz
- 1997: Globus d'Or a la millor banda sonora per Alan Menken

## Curiositats[calcitació]
- Mentre Quasimodo canta "fora" es pot veure pels carrers de París a Bella de La bella i la bèstia (1991); darrere d'ella surt un senyor carregant suposadament la catifa màgica d'Aladdin (1992).
- Durant la batalla final es pot sentir com quan cauen alguns homes al buit, un d'ells crida amb el famós crit de Goofy: Ja-jove jove avui!.
- Les dues gàrgoles masculines es diuen Víctor i Hugo, en un clar homenatge a l'escriptor francès autor de la novel·la Nostra Senyora de París (obra en què es va inspirar la pel·lícula) de Victor Hugo.
- Durant la batalla final, Laverne llança un exèrcit de coloms contra els soldats. Aquesta escena és un homenatge al musical El màgic d'Oz, imitant una de les escenes d'aquesta pel·lícula i sentint de fons la música de la bruixa de l'Oest.
- El 1999, es va adaptar el film com una obra musical a Berlín, amb més cançons creades pels compositors de la pel·lícula Alan Menken i Stephen Schwartz. La posada en escena té bastants diferències amb la pel·lícula original, així com algunes cançons i personatges eliminats.
- Febus és semblant al capità John Smith de la pel·lícula Pocahontas, i curiosament el seu cap com el de John Smith és el dolent principal.